# Ordinariát pro věřící východního ritu v Rakousku
Ordinariát pro věřící východního ritu v Rakousku je ordinariát katolické církve nacházející se v Rakousku,  má svou jurisdikci nad všemi věřícími východního ritu v Rakousku, z nichž největší část je byzantského ritu. Je bezprostředně podřízen Sv. Stolci a spravuje jej Dikasterium pro východní církve. Ordinářem je obvykle vídeňský arcibiskup, nyní kardinál Christoph Schönborn.

## Stručná historie
První uniatská diecéze (Eparchie križevecká v habsburské monarchii vznikla roku 1777, i když měla své předchůdce již v roce 1611. Roku 1783 založil Josef II. první řeckokatolický kostel ve Vídni, zasvěcený sv. Barboře (dnešní katedrála ordinariátu). Dekretem Kongregace pro východní církve ze dne 13. června 1956 byla vídeňskému  arcibiskupovi dána „iurisdictio ordinaria et exclusiva“ nad východními katolickými věřícími byzantského ritu „in universa Austria commorantes“. V roce 2018 papež František rozšířil působnost ordinariátu na všechny věřící východních katolických církví. Od počátku 19. století ve Vídni sídlí klášter mechitaristů, kongregace arménské katolické církve.

## Seznam ordinářů
- Theodor kardinál Innitzer ad personam
- Franz König (1956–1985)
- Hans Hermann Groër OSB (1987–1995)
- Christoph Schönborn OP, od 1995